# Romano Magnaldi

Romano Magnaldi

Romano Magnaldi, nome di battaglia Sandokan (Savona, 3 gennaio 1928 – Murialdo, 5 aprile 1945), è stato un partigiano italiano.

## Biografia
Romano Magnaldi nacque nella città di Savona il 3 gennaio 1928 da Giovanni e da Mazzucco Olimpia residenti in Corso A. Ricci 28 della medesima città. Magnaldi fu studente liceale al Liceo Classico Gabriello Chiabrera di Savona.
Cadde combattendo durante una rappresaglia condotta dall'occupante nazifascista solo pochi giorni prima della Liberazione nazionale, il 5 aprile 1945.

## Attività partigiana
Non appena Romano Magnaldi fu diciassettenne, ancora giovane studente presso il Liceo Ginnasio Gabriello Chiabrera di Savona, decise di arruolarsi tra le schiere partigiane. Mosso dai valori di libertà e uguaglianza, non esitò in effetti a prendere parte ai duri combattimenti che opponevano le forze partigiane savonesi e gli occupanti fascisti. La sua ferrea determinazione per partecipare ai combattimenti spesso fu messa in evidenza dai suoi superiori partigiani.
Solo pochi mesi dopo il suo arrivo nelle montagne, una rappresaglia nazifascista gli costò la vita. Romano Magnaldi cadde in effetti in combattimento il 5 aprile 1945 a Rocca de' Murte' presso Murialdo, nella provincia di Savona.
Una relazione di Giovanni Panza detto "Bore" e Aldo Glatz detto "Nevada", rispettivamente Comandante e Vice Commissario del Distaccamento partigiano "Revetria" raccontano così la caduta di Romano Magnaldi:'
“[...] I volontari Luna, Toni e Sandokan, quest'ultimo del Moroni, si erano appostati all'avvicinarsi di una squadra composta di 12 brigate nere per attaccarli, senonché avvistati dal nemico a breve distanza, ricevevano in pieno raffiche di Breda e di altre armi automatiche leggere. Il volontario Luna rispondeva con il Brem, mentre cadeva per primo Sandokan ferito. Fu visto cadere anche Luna e poi o presi prigionieri o caduti in combattimento la realtà è che furono trovati in un fosso coperti di colpi. Luna, aveva tre colpi sulla testa e sul piede destro, Toni alla testa e delle lividure sulla schiena, Sandokan alla testa ed un colpo di calcio di fucile sul petto dove si vedeva un gran livido nero. Ieri sera - Venerdì 6 - assieme ad una squadra del Moroni abbiamo portato i tre corpi al cimitero di Biestro, dove, in attesa delle casse che ci stiamo interessando di fare al più presto, verranno seppelliti. Il volontario Rosso ferito è sempre a Osiglia. Il Distaccamento a ripreso la sua normale attività.”.

## Memoria di Romano Magnaldi

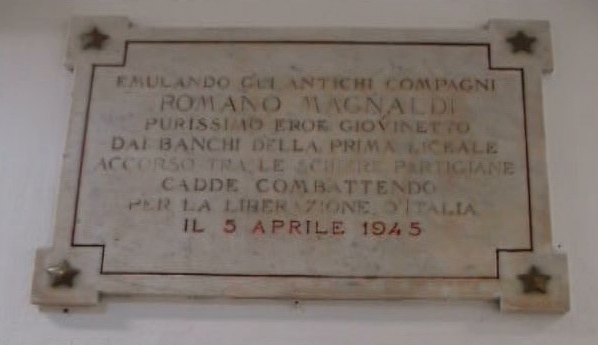
Targa commemorativa intitolata a Romano Magnaldi nella sede del Liceo Classico Gabriello Chiabrera di Savona.

Ogni anno, il primo sabato del mese di aprile, si svolge una cerimonia commemorativa ufficiale al Liceo Classico Gabriello Chiabrera di Savona, del quale Romano Magnaldi fu liceale. In effetti, una targa commemorativa è affissa alle pareti del Liceo, che riporta questo epitaffio:
"Emulando gli antichi compagni

purissimo eroe giovinetto

dai banchi della prima liceale

accorse tra le schiere partigiane

cadde combattendo per la liberazione d'Italia"
Romano Magnaldi fu anche il soggetto di un film documentario, "Ricordi, luoghi e memoria, un itinerario storico-filosofico", realizzato nel 2010 da alcuni studenti del Liceo Chiabrera e vincitore del Premio Nazionale "XXV Aprile" conferito dalla giuria dell'Archivio Nazionale Cinematografico della Resistenza di Torino nell'ambito della settima edizione del concorso nazionale "Filmare la storia".

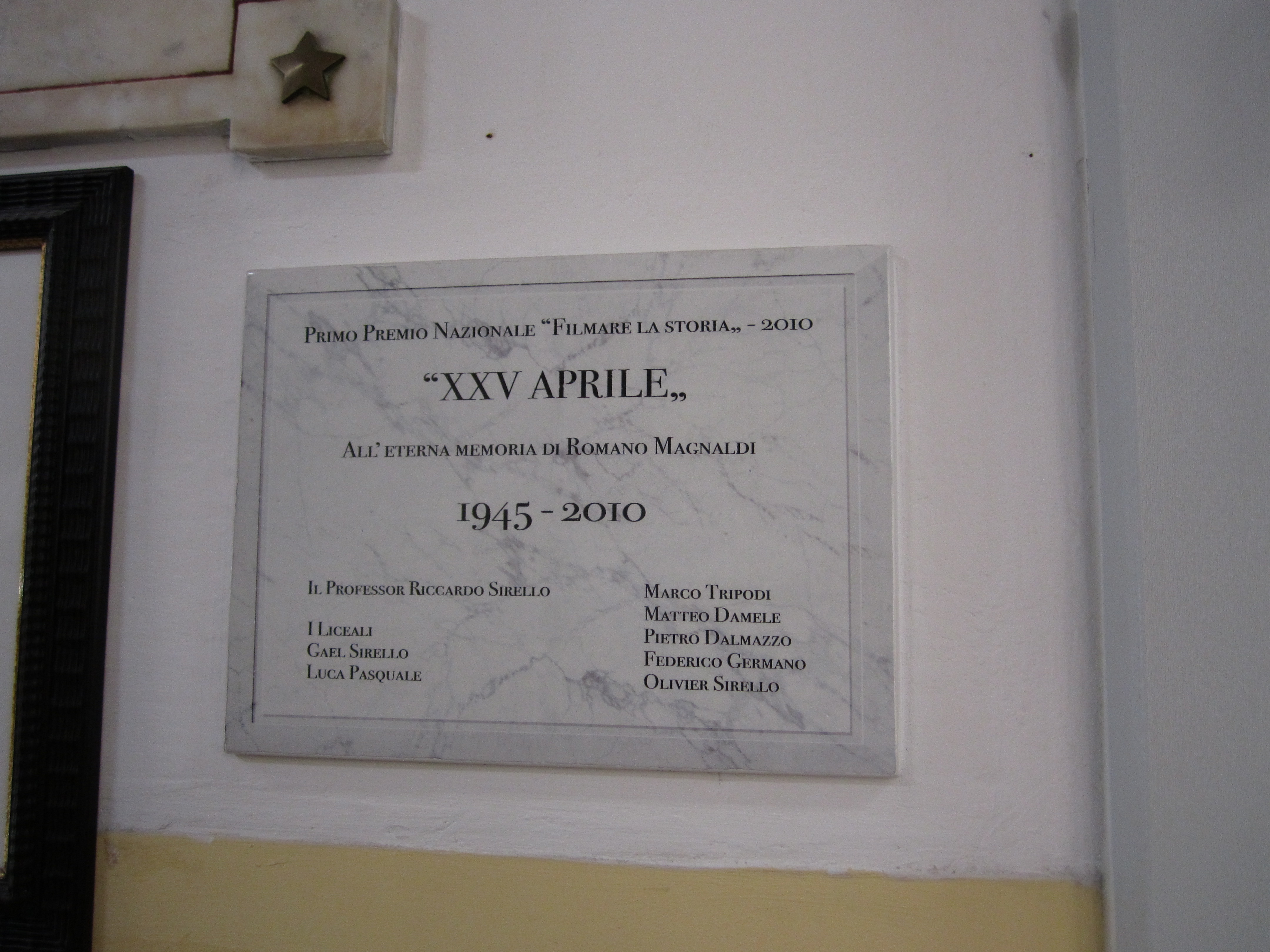
Nuova targa commemorativa intitolata a Romano Magnaldi nella sede del Liceo Classico Gabriello Chiabrera di Savona.

All'eterna memoria di Romano Magnaldi, il gruppo di giovani liceali ha dedicato nel 2010 una nuova targa commorativa posta al di sotto di quella affissa dagli antichi compagni di Magnaldi.
Inoltre, a testimonianza della figura di Romano Magnaldi è stato intitolato il reparto di Nefrologia, Dialisi e Trapianto dell'Ospedale San Paolo di Savona.

## Opere su Romano Magnaldi
- Film documentario: Ricordi, luoghi e memoria, un itinerario storico-filosofico, aprile 2010.